# Plaza de Capuchinos (Segovia)
La plaza de Capuchinos es un espacio público de la ciudad española de Segovia.

## Descripción
La plaza se encuentra entre las calles de Yza Gidelli, de Capuchinos Alta y de María Zambrano. Recuerda con el nombre un antiguo convento de frailes capuchinos. Aparece descrita en Las calles de Segovia (1918) de Mariano Sáez y Romero con las siguientes palabras:

Capuchinos (Plazuela de).—Está situada entre las calles de Capuchinos y San Quirce. Por este sitio estuvo en la denominación visigoda la antigua iglesia de San Antón, por donde después se alzaba el convento de frailes capuchinos, de que toma el nombre. El convento se incendió el 20 de diciembre de 1789; la comunidad se extinguió hace muchos años y hoy se dedica el suelo de lo que fué iglesia y algunas de las habitaciones de los frailes, a paneras de la casa del conde de Covatillas, fundadores del convento. Se conservan actualmente, en lo que fué cripta de la iglesia un altar barroso, algunos ornamentos sagrados y varios enterramientos de la familia fundadora y de frailes, existiendo aún regularmente conservado un cuerpo de mujer momificado. En esta plazuela se ve todavía lo que fué iglesia de San Quirce, conservándose dos ábsides, la portada y una ventana de estilo románico, y hasta hace pocos años estuvo allí la sepultura del que fué cronista de Enrique IV, Diego Enríquez del Castillo. Es este un rincón de la antigua Segovia, donde aún se ven casas amplias con portadas de piedra y algún que otro escudo decorativo.
(Sáez y Romero, 1918, p. 28)